# Comité Permanente del Buró Político del Comité Central del Partido Comunista de China
El Comité Permanente del Buró Político del Comité Central del Partido Comunista de China (en chino tradicional, 中國共產黨中央委員會政治局常務委員會; en chino simplificado, 中国共产党中央委员会政治局常务委员会; pinyin, Zhōngguó Gòngchǎndǎng Zhōngyāng Wěiyuánhuì Zhèngzhìjú Chángwù Wěiyuánhuì) es el grupo de dirigentes máximos del Partido Comunista de China (PCCh). Históricamente, el número de miembros del Comité Permanente ha variado entre cinco y nueve.
Desde el XVI Congreso Nacional del PCCh, celebrado en el año 2002, el Comité Permanente estuvo formado por nueve miembros (actualmente son 7), entre los cuales se encuentra el secretario general Xi Jinping, líder máximo del PCCh y del Estado y el ejército de la República Popular China. 
Estos miembros forman, junto con otras 15 personas, el Buró Político, que se reúne aproximadamente una vez al mes. A su vez, todos ellos forman parte del Comité Central del Partido Comunista de China, la asamblea de más de trescientos delegados del partido cuyas reuniones se celebran anualmente.

## Miembros

### 2022-actualidad
En octubre de 2022, el Partido Comunista de China celebró su XX Congreso Nacional. Tres de los miembros fueron ratificados (Xi Jinping, Zhao Leji y Wang Huning) y 5 lugares fueron renovados.
1. Xi Jinping (习近平) (71 años)
2. Li Qiang (李强) (65 años)
3. Zhao Leji (赵乐际) (68 años)
4. Wang Huning (王沪宁) (69 años)
5. Cai Qi (蔡奇) (69 años)
6. Ding Xuexiang (丁薛祥) (62 años)
7. Li Xi (李希) (68 años)

### 2017-2022
En octubre de 2017, el Partido Comunista de China celebró su XIX Congreso Nacional. Cinco de los miembros del anterior Comité Permanente se retiraron por haber excedido el límite de 67 años de edad. Xi Jinping y Li Keqiang siguieron en el Comité.
1. Xi Jinping (习近平)
2. Li Keqiang (李克强)
3. Li Zhanshu (栗战书)
4. Wang Yang (汪洋)
5. Wang Huning (王沪宁)
6. Zhao Leji (赵乐际)
7. Han Zheng (韩正)

### 2012-2017
En noviembre de 2012, el Partido Comunista de China celebró su XVIII Congreso Nacional. Siete de los miembros de su anterior Comité Central se retiraron por haber excedido el límite de 67 años de edad. Xi Jinping y Li Keqiang siguieron en el Comité.
1. Xi Jinping (习近平)
2. Li Keqiang (李克强)
3. Zhang Dejiang (张德江)
4. Yu Zhensheng (俞正声)
5. Liu Yunshan (刘云山)
6. Wang Qishan (王岐山)
7. Zhang Gaoli (张高丽)

### 2007-2012
La VI Sesión Plenaria del XVI Comité Central del Partido Comunista de China aprobó la decisión de celebrar su XVII Congreso Nacional en la segunda mitad de 2007. El 22 de octubre se constituyó el   Comité Permanente presidido por Hu Jintao y formado por los siguientes nueve miembros:
1. Hu Jintao (胡锦涛)
2. Wu Bangguo (吴邦国)
3. Wen Jiabao (温家宝)
4. Jia Qinglin (贾庆林)
5. Li Changchun (李长春)
6. Xi Jinping (习近平)
7. Li Keqiang (李克强)
8. He Guoqiang (贺国强)
9. Zhou Yongkang (周永康)